# Miss Monaco
Miss Monaco ist ein Schönheitswettbewerb für unverheiratete Frauen im Fürstentum Monaco.
Es ist sehr wenig über diese Veranstaltung dokumentiert. Nachweise über die Beteiligung monegassischer Bürgerinnen an internationalen Misswahlen gibt es nur aus den 1950er Jahren.

## Teilnehmerinnen an internationalen Wettbewerben
Unter der Bezeichnung Miss Monte Carlo kandidierten bei der
Miss World
- 1953: Elizabeth Chovisky (Platz 5)
- 1955: Josette Travers

Miss Europe
- 1953: Elisabeth Chovisky